# Шелешпанский, Андрей Юрьевич
Князь Андрей Юрьевич Шелешпанский по прозванию Шило — сын боярский и постельничий на службе у московского князя Ивана III.
Из рода князей Шелешпанских, отрасли князей белозерских. Рюрикович в XIX колене. Старший из пяти сыновей князя Юрия Ивановича Шелешпанского. Имел братьев, князей: бездетного Василия по прозванию "Шушпан", бездетного Галасия постригшегося и бывшего келарем Кирилло-Белозёрского монастыря, Фёдора по прозванию "Бедра" и Афанасия Юрьевичей.

## Биография
В 1492-1493 годах был в штате дочери великого князя Ивана III — великой княжны Елены Ивановны. В 1495 году участвовал в чине постельничего в походе Ивана III на Новгород. В том же году в числе других детей боярских сопровождал Елену Ивановну в Вильно в Великое княжество Литовское для брака с Александром Ягеллоном, в чине постельничего и в порядке чиноначалия считался вторым лицом. Синодик не сообщает года смерти Андрея Юрьевича, называя лишь число: "Преставися князь Андреи Юрьевич Шелешпальскои октября во 12 день, на помят святых мученик Проваторха и Андроника" .

## Семья
От брака с неизвестной имел трёх сыновей:
- Князь Шелешпанский Иван Андреевич по прозвищу "Голова" — в 1495 году, вместе с отцом, показан постельничим в государевом походе Ивана III в Новгород.
- Князь Шелешпанский Василий Андреевич по прозванию "Хвост"  — известен по родословным.
- Князь Шелешпанский Семён Андреевич — известен по родословным.